# Assassinat de Gabriel Fernández
Gabriel Daniel Fernández (20 de febrer de 2005 - 24 de maig de 2013) va ser un noi de vuit anys de Palmdale, Califòrnia, que va ser maltractat i torturat durant un període de mesos que finalment va acabar amb la seva fatal pallissa el 22 de maig de 2013, que va provocar a la seva mort dos dies després. La seva mare, Pearl Fernandez, i el seu xicot, Isauro Aguirre, van ser acusats i condemnats per assassinat en primer grau amb circumstàncies especials de tortura. Pearl Fernandez va ser condemnat a cadena perpètua sense possibilitat de llibertat condicional i Isauro Aguirre va ser condemnat a mort.

## Abús i assassinat
Durant la seva estada d'onze mesos a la casa de Pearl Fernandez i Isauro Aguirre, Gabriel Fernandez va ser sistemàticament maltractat i torturat. L'abús incloïa cops físics regulars, que causaven trencaments d'ossos; obligat a menjar escombraries i excrements de gats, el seu propi vòmit i aliments deteriorats o caducats; ser cremat amb cigarrets; rebre un tret a diverses zones del cos, incloses la cara i l'engonal, amb una pistola BB; estar ruixat de pebre; es veuen obligats a portar roba que normalment porten les dones, a dormir lligats i amordaçats en un petit armari i a prendre banys freds com el gel. Segons els germans de Fernandez, mentre Fernandez era maltractat, la seva mare i el seu padrastre es riurien. Segons els informes, Aguirre va maltractar Fernàndez perquè creia que era homosexual. L'abús i la tortura no es van estendre als germans de Fernández.

## Mort
El 22 de maig de 2013, Pearl Fernandez va trucar al 9-1-1 per informar que el seu fill, Gabriel Fernandez, no respirava. Fernández havia estat colpejat fatalment per la seva mare i Aguirre després de no netejar les seves joguines. Quan van arribar els primers socorristes, el van trobar a terra nu amb diverses ferides. Aguirre els va explicar que Fernández era "gai", tot i que la informació era irrellevant. Els sanitaris el van traslladar a l’hospital on els metges el van declarar mort cerebral. Va morir cinc dies després, el 24 de maig de 2013, a l’Hospital Infantil de Los Angeles. Va morir a l'edat de vuit anys i l'autòpsia oficial va declarar que va morir per un traumatisme contundent amb la punyalada, l'abandó i la desnutrició massiva.